# Síndrome de Zollinger-Ellison
A Síndrome de Zollinger-Ellison (ZES) ou hipergastrinemia é um distúrbio endócrino caracterizado por níveis aumentados do hormônio gastrina, fazendo com que o estômago produza ácido gástrico em excesso. Uma das consequências da acidez aumentada é a formação de úlceras pépticas em 95% dos pacientes. Geralmente é causada por um tumor (gastrinoma) no duodeno ou pâncreas produtor de gastrina.

## Causas
A gastrina funciona nas células parietais das glândulas do estômago, fazendo-as secretar mais íons hidrogênio na luz estomacal. Além disso, a gastrina atua com um fator trófico para as células parietais, causando hiperplasia desta células. Como consequência, há um aumento no número de células secretoras de ácido, e cada uma dessas células produz ácidos em taxas aumentadas. O aumento na acidez contribui para o desenvolvimento de múltiplas úlceras pépticas no estômago e no duodeno.

## Sinais e sintomas
Os sintomas são similares ao de úlcera péptica e podem incluir:
- Dor na parte superior do abdômen (epigástrio);
- Hematêmese (vômitos com sangue);
- Hiporexia (perda de apetite);
- Diarreia com ou sem Melena (fezes com sangue escuro);
- Refluxo gastroesofágico;
- Perda de peso com desidratação;

## Diagnóstico
O diagnóstico é feito por diversos exames laboratoriais e de imagem. Os possíveis exames laboratoriais incluem
- Teste de estimulação da secretina, que mede os níveis de gastrina em resposta à secretina;
- Níveis sanguíneos de gastrina em jejum;
- Acidez antral;
- Teste com infusão de cálcio;
- Ultrassonografia endoscópica;
- Tomografia computadorizada;
- Cirurgia exploratória.

### Diagnóstico diferencial
Não é uma causa a ser pensada em um primeiro episódio de úlcera péptica por sua baixa prevalência. A causa mais comum de úlcera péptica está relacionada à infecção pelo Helicobacter pylori, seguida pelo uso frequente de anti-inflamatórios não-esteroides.

## Tratamento
Inibidores da bomba de prótons (como omeprazol e lansoprazol) e antagonistas do receptor H2 da histamina (como cimetidina, ranitidina e famotidina) são usados para diminuir a secreção ácida.
A cura só é possível se os tumores forem removidos cirurgicamente, caso não haja evidência de ter espalhado pelo corpo, ou tratados com quimioterapia, caso haja suspeita de ter espalhado (metástase). Caso sejam difíceis demais de encontrar pode-se usar radiofrequência para ablactar (queimar) o tumor.
Pode-se utilizar octreotida para alívio dos sintomas como diarreia.

## História
A síndrome foi descrita pela primeira vez em 1955 por Robert Zollinger e Edwin Ellison, cirurgiões da Universidade do Estado de Ohio.